# 柳比米夫卡 (維利尼揚斯克市鎮)
柳比米夫卡（烏克蘭語：Любимівка），是烏克蘭東南部扎波羅熱州扎波羅熱區维利尼扬斯克市镇内的村落。始建於1898年，面積2.15平方公里，2001年人口404，人口密度每平方公里188.3人。